# Basil Mitrofanowicz
Basil Mitrofanowicz, ukrajinsky Василь Митрофанович, Vasyl Mytrofanovyč, rumunsky Vasile Mitrofanovici (1. dubna 1831 Budenec – 21. srpna 1888 Mariánské Lázně) byl rakouský řeckokatolický duchovní a politik z Bukoviny, v 2. polovině 19. století poslanec Říšské rady.

## Biografie
Studoval řeckokatolickou teologii v Černovicích a Vídni. V roce 1856 byl vysvěcen na kněze. V letech 1856–1859 působil jako učitel suplent pro předmět praktická teologie na řeckokatolickém semináři. Od roku 1861 byl mimořádným a od roku 1875 řádným profesorem praktické teologie na Černovické univerzitě. V letech 1875/1876 a 1882/1883 zde byl děkanem a v roce 1877/1878 rektorem univerzity. V roce 1879 získal čestný doktorát teologie. Zasedal v černovické obecní radě.
Byl i poslancem Říšské rady (celostátního parlamentu Předlitavska), kam nastoupil v doplňovacích volbách roku 1880 za kurii velkostatkářskou v Bukovině, I. voličský sbor. Slib složil 30. listopadu 1880. Ve volebním období 1879–1885 se uvádí jako Basil Mitrofanowicz, c. k. univerzitní profesor, bytem Černovice. Na Říšské radě zastupoval Hohenwartův klub (středopravicový, konzervativní a federalistický blok).
Co se týče jazykové nebo národnostní orientace, v roce 1885 se zúčastnil oslavy pořádané rumunským studentským spolkem v Černovicích. Pronesl tehdy přípitek v rumunštině na slávu velké rakouské vlasti a malé vlasti bukovinské.
Zemřel v srpnu 1888 v Mariánských Lázních.